# Vasilijus Safronovas
Vasilijus Safronovas (* 21. Juli 1984 in Klaipėda/Memel, Litauen) ist ein litauischer Historiker, Kulturwissenschaftler und Hochschullehrer.

## Leben
Nach der Schule und dem Abitur studierte Safronovas Geschichte und Geschichte der Ostseeregion an der Universität Klaipėda. 2011 wurde er an der Universität Klaipėda und Institut für die Geschichte Litauens bei Alvydas Nikžentaitis promoviert („Die Konkurrenz der Identitätsideologien in einer Stadt der südöstlichen Ostseeregion: Forschungen am Beispiel Klaipėdas im 20. Jahrhundert“).
Stipendiat des Goethe-Instituts-Vilnius.

## Wirken
Safronovas betreibt vornehmlich Forschungen im litauisch-deutschen Raum, dem früheren Memelgebiet und Ostpreußen, zum Thema Erinnerungskulturen, Geschichtspolitik, Identitätswandel und Symbolische Aneignung von Städten. Seine wissenschaftliche Arbeit begann er im Institut für die Geschichte und Archäologie der Ostseeregion, wo er 2005–2006 Projektmitarbeiter war. 2008–2013 war Safronovas wissenschaftlicher Assistent, später Lektor und Dozent am Lehrstuhl für Geschichte der Universität Klaipėda. Seit 2009 war er Projektmitarbeiter und seit 2010 wissenschaftlicher Mitarbeiter am Institut für die Geschichte Litauens. Am Institut für die Geschichte und Archäologie der Ostseeregion ist er auch seit 2011 als wissenschaftlicher Mitarbeiter beschäftigt.

## Auszeichnungen
- 2012 Immanuel-Kant-Forschungspreis des Beauftragten der Bundesregierung für Kultur und Medien
- 2012 Preis für die „Beste Dissertation des Jahres 2011“ des Vereins der jungen Wissenschaftler Litauens

## Schriften (Auswahl)

### Monografien und Sammelbände
- Klaipėdos miesto istorinės raidos bruožai. S. Jokužio leidykla-spaustuvė, Klaipėda 2002, ISBN 978-9986-31-063-1
- als Herausgeber: Nauji požiūriai į Klaipėdos miesto ir krašto praeitį = The City and Region of Klaipėda: New Approaches to the Past (= Acta Historica Universitatis Klaipedensis, Bd. XVII). Klaipėdos universiteto leidykla, Klaipėda 2008, ISSN 1392-4095
- als Herausgeber: Daugiareikšmės tapatybės tarpuerdvėse: Rytų Prūsijos atvejis XIX–XX amžiais = Ambiguous Identities in the Interspaces: The Case of East Prussia in the 19th and 20th Centuries = Die vieldeutigen Identitäten in den Zwischenräumen: Der Fall Ostpreußen im 19./20. Jh. (= Acta Historica Universitatis Klaipedensis, Bd. XXIII). Klaipėdos universiteto leidykla, Klaipėda 2011, ISSN 1392-4095
- Praeitis kaip konflikto šaltinis: Tapatybės ideologijų konkurencija XX amžiaus Klaipėdoje. Lietuvos istorijos instituto leidykla, Vilnius 2011, ISBN 978-9955-847-47-2
- als Herausgeber: Kareivinės, tapusios Klaipėdos universitetu. Klaipėdos universiteto leidykla, Klaipėda 2012, ISBN 978-9955-18-646-5
- als Herausgeber: Klaipėda Europos istorijos kontekstuose. Klaipėdos universiteto leidykla, Klaipėda 2013, ISBN 978-9955-18-721-9

### Wichtigste Aufsätze
- Expressions of Domination in the Discourse of the Representations of the Past, in: Vytautas Michelkevičius, Agnė Narušytė, Lina Michelkevičė (Hg.), Mapping Lithuanian Photography: Histories and Archives. Vilnius 2007, pp. 137–159.
- Identitätskonflikte, Symbolwerdung der Grabstätten und der Kult um die Befreier in Memel/ Klaipėda des 20. Jahrhunderts (PDF; 614 kB), in: Annaberger Annalen 16 (2008), S. 205–226.
- zusammen mit Saulius Bartninkas: Klaipėdos krašto gyventojų pronacistinių orientacijų XX a. 4-ajame dešimtmetyje vertinimo problema (PDF; 155 kB) = Pro-Nazi Orientation in Klaipėda Region in the 1930’s: The Problem of Its Evaluation, in: Nauji požiūriai į Klaipėdos miesto ir krašto praeitį (= Acta Historica Universitatis Klaipedensis, Bd. XVII). Klaipėda 2008, p. 101–120.
- „Lietuviškosios“ praeities aktualizavimas kaip tapatumo orientacijos raiška pokario Klaipėdoje (PDF; 1,9 MB) = Hunting for “Lithuanian” Past as an Expression of Identity Orientation in Post-War Klaipėda, in: Lietuvos istorijos metraštis 2007/2. Vilnius 2008, p. 59–84.
- Praeities panauda palaikant lietuvišką tapatumo orientaciją tarpukario Klaipėdoje (PDF; 164 kB) = Utilization of the Past for the Maintenance of Lithuanian Identity Orientation in Interwar Klaipėda, in: Nauji požiūriai į Klaipėdos miesto ir krašto praeitį (= Acta Historica Universitatis Klaipedensis, Bd. XVII). Klaipėda 2008, p. 79–99.
- Der Anschluss des Memelgebietes an Litauen. Die Tilsiter Akte und der Aufstand als Symbolen des Legitimationsmythos (PDF; 280 kB), in: Annaberger Annalen 17 (2009), S. 5–40.
- Antrojo pasaulinio karo įvykiai Rytų Prūsijoje Klaipėdos krašto ir Kaliningrado srities atminimo kultūroje (PDF; 159 kB) = Second World War in East Prussia in the Culture of Commemoration of Klaipėda Region and Kaliningrad Oblast, in: Antrojo pasaulinio karo pabaiga Rytų Prūsijoje: faktai ir istorinės įžvalgos (= Acta Historica Universitatis Klaipedensis, Bd. XVIII). Klaipėda 2009, p. 87–108.
- О тенденциях политики воспоминания в современной Литве (PDF; 410 kB) = On the Politics of Remembrance in Contemporary Lithuania, in: Ab Imperio: Studies of New Imperial History and Nationalism in the Post-Soviet Space 3 (2009): Maison des sciences de l’Homme: науки о человеке в империи, с. 424–458.
- zusammen mit Dangiras Mačiulis und Alvydas Nikžentaitis: L’appropriation symbolique d’une ville multiculturelle: les cas Kaunas, Klaipėda et Vilnius, in: Michel Espagne, Thomas Serrier (Hg.), Villes baltiques. Une mémoire partagée (= Revue Germanique Internationale, 11/2010). Paris 2010, p. 41–60.
- „Memelenderių“ daryba, arba ideologinis 1939 m. Klaipėdos krašto aneksijos parengimas (PDF; 228 kB) = The Making of ‘Memelländer’: How the 1939 Klaipėda Region Annexation was Ideologically Prepared?, in: Klaipėdos krašto aneksija 1939 m.: politiniai, ideologiniai, socialiniai ir kariniai aspektai (= Acta Historica Universitatis Klaipedensis, Bd. XXI). Klaipėda 2010, p. 32–68.
- Borusianistinio didžiojo istorinio pasakojimo aktualizavimas Rytų Prūsijos provincijoje XIX–XX amžių sandūroje: atvejo analizė provincijos kontekste (PDF; 10,6 MB) = Aktualisierung der borussianischen historischen Meistererzählung in der Provinz Ostpreußen an der Wende vom 19. zum 20. Jahrhundert: Eine Fallanalyse im Provinzhintergrund, in: Daugiareikšmės tapatybės tarpuerdvėse: Rytų Prūsijos atvejis XIX–XX amžiais (= Acta Historica Universitatis Klaipedensis, Bd. XXIII). Klaipėda 2011, p. 31–68.
- Bandymas formuoti alternatyvą: lietuviškojo didžiojo istorinio pasakojimo aktualizavimas Prūsijos Lietuvoje XIX–XX amžių sandūroje (PDF; 9,8 MB) = Der Versuch einer alternativen Gestaltung: die Aktualisierung der litauischen historischen Meistererzählung im Preußisch-Litauen an der Wende vom 19. zum 20. Jahrhundert, in: Daugiareikšmės tapatybės tarpuerdvėse: Rytų Prūsijos atvejis XIX–XX amžiais (= Acta Historica Universitatis Klaipedensis, Bd. XXIII). Klaipėda 2011, p. 69–103.
- Kultūrinė atmintis ar atminimo kultūra? Kultūrinės atminties teorijos taikymo moderniųjų laikų tyrimams problemos = Cultural Memory or Culture of Remembrance? On the Application of ‘Cultural Memory’ Theory to Researches into the Problems of the Contemporary History, in: Alvydas Nikžentaitis (Hg.), Nuo Basanavičiaus, Vytauto Didžiojo iki Molotovo ir Ribbentropo: atminties ir atminimo kultūrų transformacijos XX–XXI amžiuje. Vilnius 2011, p. 39–64.
- Apie istorinio regiono virsmą vaizduotės regionu. Mažosios Lietuvos pavyzdys = On the Turning of a Historical Region into a Region of Imagination. The Case of Lithuania Minor (PDF; 708 kB), in: Istorija 76 (2012), p. 66–80.
- An Escape from the Embrace of Politics. A Study into the Cultures of Remembrance as a Means to Encourage a Historical Dialogue in Lithuanian-Russian Relations (PDF; 264 kB), in: Baltic Region 2 (2012), pp. 4–12.